# Petru Burduja

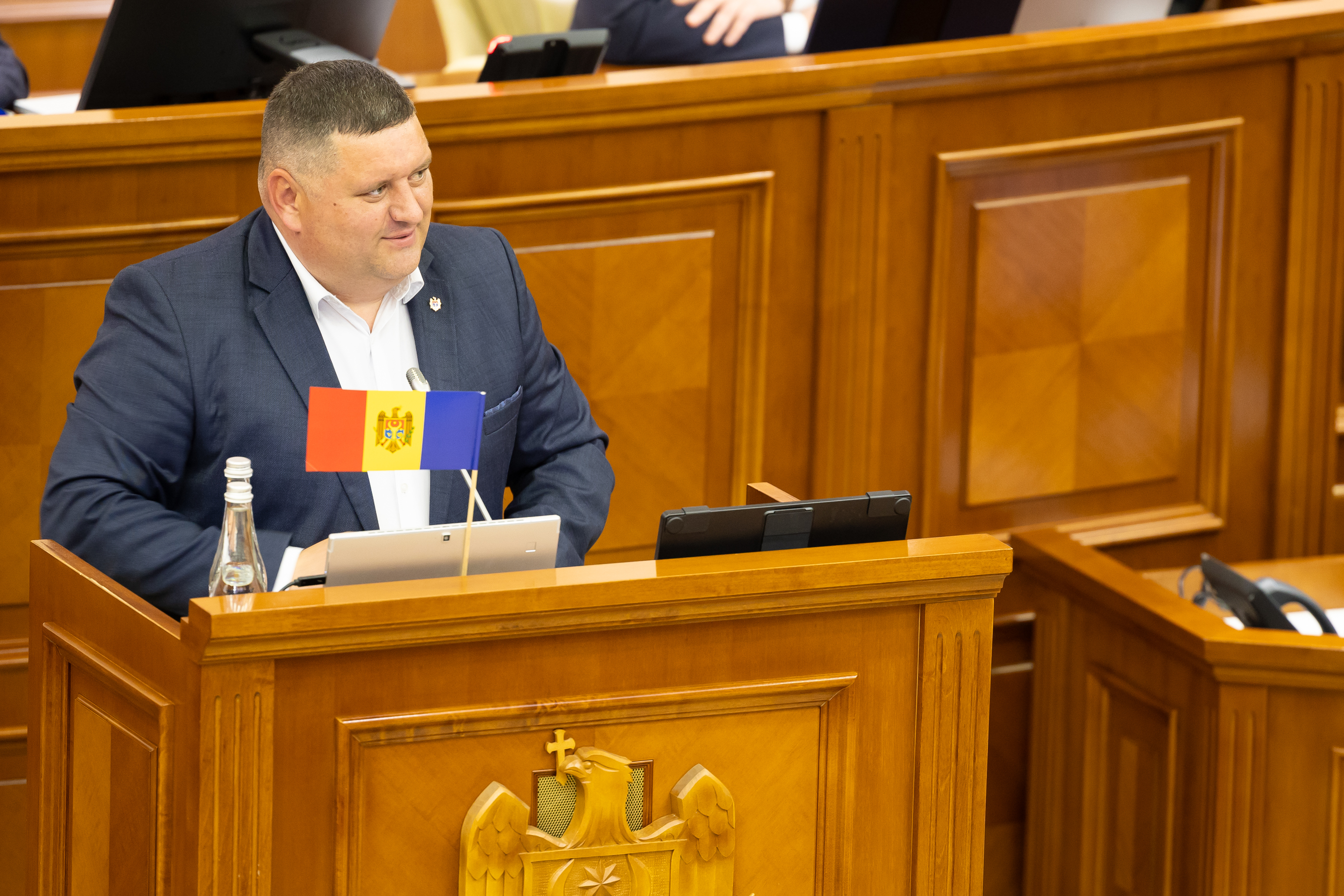
Petru Burduja (28. März 2024)

Petru Gheorghe Burduja (* 5. September 1976 in Zahoreni, Rajon Orhei) ist ein Politiker der Partei der Sozialisten der Republik Moldau (PSRM) in der Republik Moldau, der seit 2019 Mitglied des Parlaments ist.

## Leben
Petru Gheorghe Burduja begann nach dem Schulbesuch im September 1994 ein Studium mit dem Schwerpunkt Buchhaltung und Wirtschaftsprüfung an der Fakultät für Wirtschaftswissenschaft der Staatliche Agraruniversität UASM (Universitatea Agrară de Stat din Moldova), welches er im Juni 1999 beendete. Im Anschluss er zwischen Oktober 1999 und Mai 2001 in der Stadtverwaltung von Chișinău tätig und arbeitete dort in der Abteilung für Wirtschaft, Reformen und Beziehungen, der operativen Kontrollabteilung des Stadtbezirks Botanica sowie der Akten- und Mietabteilung des Stadtbezirks Centru. Daneben lehrte er zwischen August 1999 und August 2010 als Lektor an der Wirtschaftswissenschaftlichen Fakultät der UASM
Im Anschluss arbeitete er von Mai 2001 bis Juli 2004 als Fachmann für Immobilienbewertung und Auktionen beim Privatunternehmen „Agenția Ratmir SRL“ und absolvierte während dieser Zeit von Oktober 2002 bis April 2003 ein Auslandssemester der Fachrichtung Evaluation an der Moskauer Universität für Wirtschaft, Statistik und Informatik. Im April 2004 wechselte er zum Institut für juristische und forensische Expertise beim Justizministerium und war dort bis April 2005 Leiter des Labors für technisches juristisches Fachwissen in der Bau- und Immobilienbewertung. Danach kehrte er in die Privatwirtschaft zurück und war zunächst von März bis Juli 2005 Direktor der Kompetenzagentur „LuxExpert SRL“ sowie im Anschluss zwischen September 2005 und August 2008 Direktor der Expertise- und Beratungsagentur „Lexasigur SRL“.
Nachdem er im September 2008 kurzzeitig Finanzdirektor der Traktorenfabrik „Tracom SA“ in Chișinău war, fungierte er von Oktober 2008 bis Juli 2010 als Generaldirektor dieser Fabrik. Daraufhin übernahm er zwischen August 2010 und März 2011 den Posten als Direktor der Unternehmens- und Beratungsagentur „Real Estim SRL“ sowie von März 2011 und Dezember 2014 als Generaldirektor des Bauunternehmens „Monolit SA“ und zeitgleich zwischen Dezember 2012 und Januar 2015 als Generaldirektor des Bauunternehmens „Monolit Construct SRL“. Er arbeitete von Januar bis November 2015 Assistent eines Parlamentsabgeordneten sowie von 2015 bis 2019 Geschäftsführer des Medienunternehmens „PP Exclusiv Media SRL“. Burduja, der seit 2011 Mitglied der Partei der Sozialisten der Republik Moldau PSRM (Partidul Socialiștilor din Republica Moldova) ist, begann seine politische Laufbahn in der Kommunalpolitik und war von August 2015 bis 2019 Mitglied des Stadtrates von Chișinău und dort stellvertretender Vorsitzender der PSRM-Fraktion. Er ist Mitglied des Parteirates der PSRM und Vorsitzender der PSRM im Chișinăuer Stadtbezirk Ciocana.
Bei der  Parlamentswahl am 24. Februar 2019 wurde Burduja für die PSRM erstmals zum Mitglied des Parlaments (Parlamentul Republicii Moldova) gewählt sowie bei der Parlamentswahl am 11. Juli 2021 wiedergewählt. Er war zwischen März 2019 und Juli 2021 m Parlament  Vorsitzender der Kommission für Wirtschaft, Haushalt und Finanzen (Comisiei economie, buget și finanțe) und ist seither stellvertretender Vorsitzender dieser Kommission. Darüber hinaus ist er Mitglied des Parlamentarischen Assoziationsausschusses zwischen der Republik Moldau und der Europäischen Union und engagiert sich des Weiteren in den Freundschaftsgruppen mit der Russischen Föderation, Japan, der Republik Belarus sowie der Republik Finnland.